# Marvin Harriott
Marvin Lee Harriott (Dulwich, 20 aprile 1974) è un ex calciatore inglese, di ruolo difensore.

## Caratteristiche tecniche
Era un terzino destro.

## Carriera

### Club
Dopo aver giocato nelle giovanili del West Ham Utd nel 1992 si trasferisce al Luton Town, club della seconda divisione inglese; durante la stagione 1992-1993 passa poi al Barnsley, sempre nella medesima categoria, ma con nessuno dei due club gioca in realtà in incontri di campionato. Si trasferisce quindi al Bristol City, sempre in seconda divisione, restando in squadra per complessive tre stagioni (le prime due in seconda divisione e la terza in terza divisione), con un totale di 36 partite giocate in incontri di campionato. Nell'estate del 1996 si trasferisce poi in Germania al Fortuna Düsseldorf, club con il quale durante la stagione 1996-1997 gioca in totale 4 partite nella prima divisione tedesca; fa quindi ritorno in patria, ai gallesi del Cardiff City, con i quali trascorre una stagione nella quarta divisione inglese, senza mai giocare. Trascorre quindi una stagione ai semiprofessionisti dell'Aylesbury, per poi segnare un gol in 30 presenze nella quinta divisione inglese con lo Scarborough durante la stagione 1999-2000; trascorre infine la stagione 2000-2001 ai semiprofessionisti del Kingstonian, con cui gioca ulteriori 5 partite nella quinta divisione inglese.

### Nazionale
Nel 1992 ha giocato 3 partite con la nazionale inglese Under-18.
Nel 1993 ha partecipato ai Mondiali Under-20, nei quali ha giocato 5 partite, ed in cui la nazionale inglese ha conquistato un terzo posto.